# Milton (Queensland)
Pour les articles homonymes, voir Milton.
Milton (1 564 habitants en 2004) est un quartier de la proche banlieue ouest de Brisbane, dans l'Etat du Queensland, à l'est de l'Australie.

## Situation
Situé approximativement à 2 km à l'ouest du centre-ville de Brisbane, c'est un quartier abritant un mélange d'industries légères, d'entrepôts, de bureaux commerciaux, de maisons individuelles et d'immeubles. 

## Transport
Les principales routes du quartier sont la Milton Road, qui longe la principale ligne de chemin de fer et la Coronation Drive (anciennement River Road) qui longe le Brisbane.

## Sites et monuments

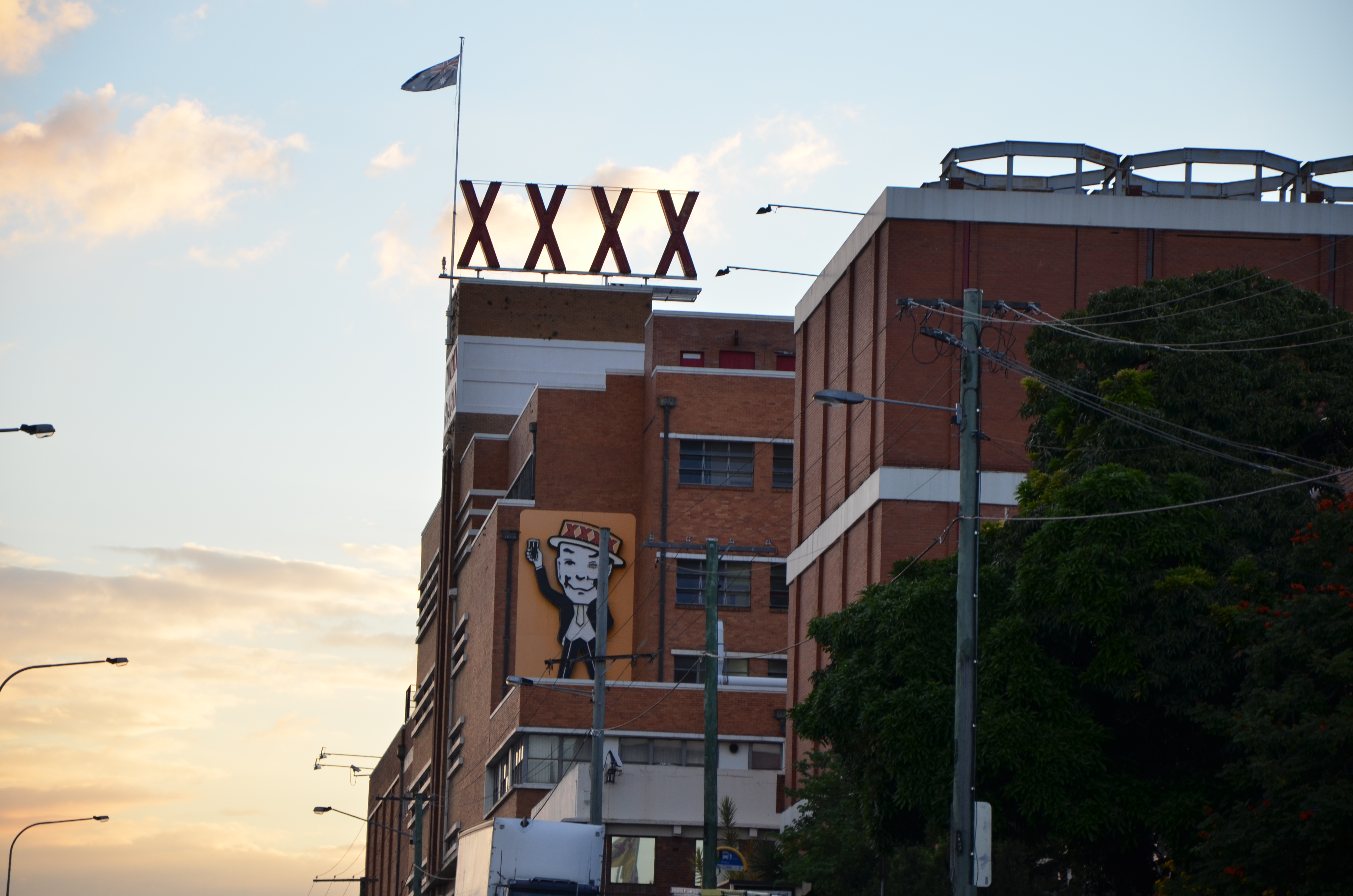
Brasserie des 4X à Milton.

Le quartier abrite le Suncorp Stadium et la brasserie des 4 X